# Maximilian von Frey
Maximilian (Max) Ruppert Franz von Frey (ur. 16 listopada 1852 w Salzburgu, zm. 25 stycznia 1932 w Würzburgu) – austriacko-niemiecki fizjolog. 
Studiował na Uniwersytecie w Lipsku, w 1877 roku otrzymał tytuł doktora medycyny. Następnie pracował w laboratorium Carla Ludwiga w Lipsku. Był profesorem fizjologii od 1898 Uniwersytetu w Zurychu, a od 1899 profesorem zwyczajnym Uniwersytetu w Würzburgu.

## Wybrane prace
- Vorlesungen über Physiologie. Springer, 1911